# Marta Fjedina
Marta Vadymivna Fjedina (in ucraino Марта Вадимівна Фєдіна?; Charkiv, 1º febbraio 2002) è una nuotatrice artistica ucraina.

## Carriera
Reduce da quattro medaglie d'argento vinte agli Europei giovanili disputati a Belgrado nel giugno 2017, ottenute nel programma libero del singolo, nel programma libero del duo insieme a Oleksandra Kovalenko, nel programma libero della gara a squadre e nel libero combinato, l'anno successivo Marta Fjedina partecipa anche ai Mondiali di categoria svolti a Budapest guadagnando altri quattro argenti. Prende poi parte agli Europei di Glasgow 2018 vincendo con l'Ucraina la medaglia d'oro nel libero combinato.
All'età di 17 anni colleziona pure la sua prima presenza ai campionati mondiali disputando l'edizione di Gwangju 2019 e vincendo insieme ad Anastasija Savčuk la medaglia di bronzo nei programmi tecnico e libero del duo, oltre a guadagnare altri due bronzi nella gara a squadre; termina inoltre quarta in entrambi i programmi del singolo dietro la giapponese Yukiko Inui.

## Palmarès
- Giochi olimpici

Tokyo 2020: bronzo nel duo.
- Mondiali

Gwangju 2019: bronzo nel duo (programma tecnico e libero) e nella gara a squadre (programma tecnico e libero).
Budapest 2022: argento nel singolo tecnico e nel singolo libero.
Fukuoka 2023: bronzo nella gara a squadre (programma libero).
Doha 2024: argento nella gara a squadre acrobatico.
- Europei

Glasgow 2018: oro nel libero combinato.
Budapest 2020: oro nel singolo tecnico; oro nella gara a squadre programma libero, combinato e highlights; argento nel singolo libero, nel duo libero e tecnico e nella gara a squadre programma tecnico;
Roma 2022: oro nel singolo tecnico; nel singolo libero; nella gara a squadre programma libero, combinato, tecnico e highlights;
- Giochi europei

Cracovia 2023: argento nel programma libero combinato
- Mondiali giovanili

Budapest 2018: argento nel singolo (programma tecnico e libero), nella gara a squadre (programma libero) e nel libero combinato.
- Europei giovanili

Belgrado 2017: argento nel singolo (programma libero), nel duo (programma libero), nella gara a squadre (programma libero) e nel libero combinato.
Tampere 2018: argento nel singolo (programma tecnico e libero) e nel libero combinato.

### Coppa del Mondo
- 5 podi:
  - 3 vittorie (1 nella gara individuale e 2 nella gara a squadre)
  - 2 secondi posti (1 nella gara individuale e 1 nella gara a squadre)

#### Coppa del mondo - vittorie
| Data          | Luogo       | Paese   | Disciplina      |
| ------------- | ----------- | ------- | --------------- |
| 16 marzo 2023 | Markham     | Canada  | Solo tecnico    |
| 8 maggio 2023 | Montpellier | Francia | Team acrobatico |
| 4 giugno 2023 | Oviedo      | Spagna  | Team acrobatico |

## Riconoscimenti
- LEN Award: 2022